# Bobâlna (okręg Hunedoara)
Bobâlna – wieś w Rumunii, w okręgu Hunedoara, w gminie Rapoltu Mare. W 2011 roku liczyła 486 mieszkańców.